# 電柱棒
電柱棒（でんちゅうぼう、Den2bow）は日本のイラストレーター、漫画家。

## 来歴
2010年代初頭からモバイルゲームのキャラクターデザインやライトノベルの挿絵を中心に活動していた。2011年8月に東京書籍が刊行した『ミライ系NEW HORIZONでもう一度英語をやってみる』は同社の中学校用英語教科書『NEW HORIZON』第10版（1993年度 - 1996年度）に登場した人物のその後を取り上げて話題となったが、この時に挿絵を担当したのがきっかけとなり2016年度から2020年度まで使用された『NEW HORIZON』第15版の登場人物デザインに起用される。この第15版で登場した外国語指導助手のエレン・ベーカーがSNSで評判となり、教科書のキャラクターとしては異例の公式グッズが作成される人気を博した。
2017年に芳文社『まんがタイムきららMAX』9月号から11月号まで『これが私の食べる道！』を短期集中連載し、漫画家として商業デビュー。同作は2018年1月号より『タベモノガタリ』に改題し、2020年5月号まで連載された。
2025年1月にはカドコミにおいて「いながらツーリズム」の連載を開始。

## 作品

### イラスト
小説
- オンリー☆ローリー!（アライコウ著、アライクリエイト事務所）
- 偽勇者クエスト とある村人の覚醒（久遠くおん著、HJ文庫）
- Trinitasシリーズ ドリーム・ライフ 〜夢の異世界生活〜（愛山雄町著、TOブックス）

教科書・学習参考書
- ミライ系NEW HORIZONでもう一度英語をやってみる（東京書籍）[2]
- 地理総合（東京書籍）
- NEW HORIZON 第15版（東京書籍）[1]
  - NEW HORIZONアニメスタンプ（バンダイナムコエンターテインメント）[4]
  - エレン先生と学ぶENGLISH CALENDAR（エイトステーション）
  - ビールすごろく（ビール酒造組合）[7]

### 漫画
- タベモノガタリ（芳文社『まんがタイムきららMAX』連載、全2巻）

### ゲーム
- 萌えガチャ（サイバーエージェント）
- ハテシナWish!（テンクロス）
- 少女大戦! パラレルサーガ（サーチフィールド）
- キャバナイト（Reoncia）
- THE ブロックくずしSPECIAL（ディースリー・パブリッシャー）

### その他
- コミュニケーションツール「respon」キャラクターデザイン[8]
- 刺杉あいす（深層組所属バーチャルYouTuber、キャラクターデザイン）